# Valchevrière
Valchevrière est un hameau situé sur le territoire de la commune de Villard-de-Lans (Isère), dans le massif du Vercors, abandonné à la fin des années 1930, mais habité de façon sporadique jusqu'à la Seconde Guerre mondiale. Il fut totalement détruit lors de son incendie par l'armée allemande en juillet 1944. 

## Situation
Ce hameau se situe au sud du territoire communal, sur la route qui mène du bourg de Villard-de-Lans à Saint-Martin-en-Vercors, entre le hameau de Bois-Barbu et la forêt d'Herbouilly, dominant les gorges de la Bourne.

## Histoire

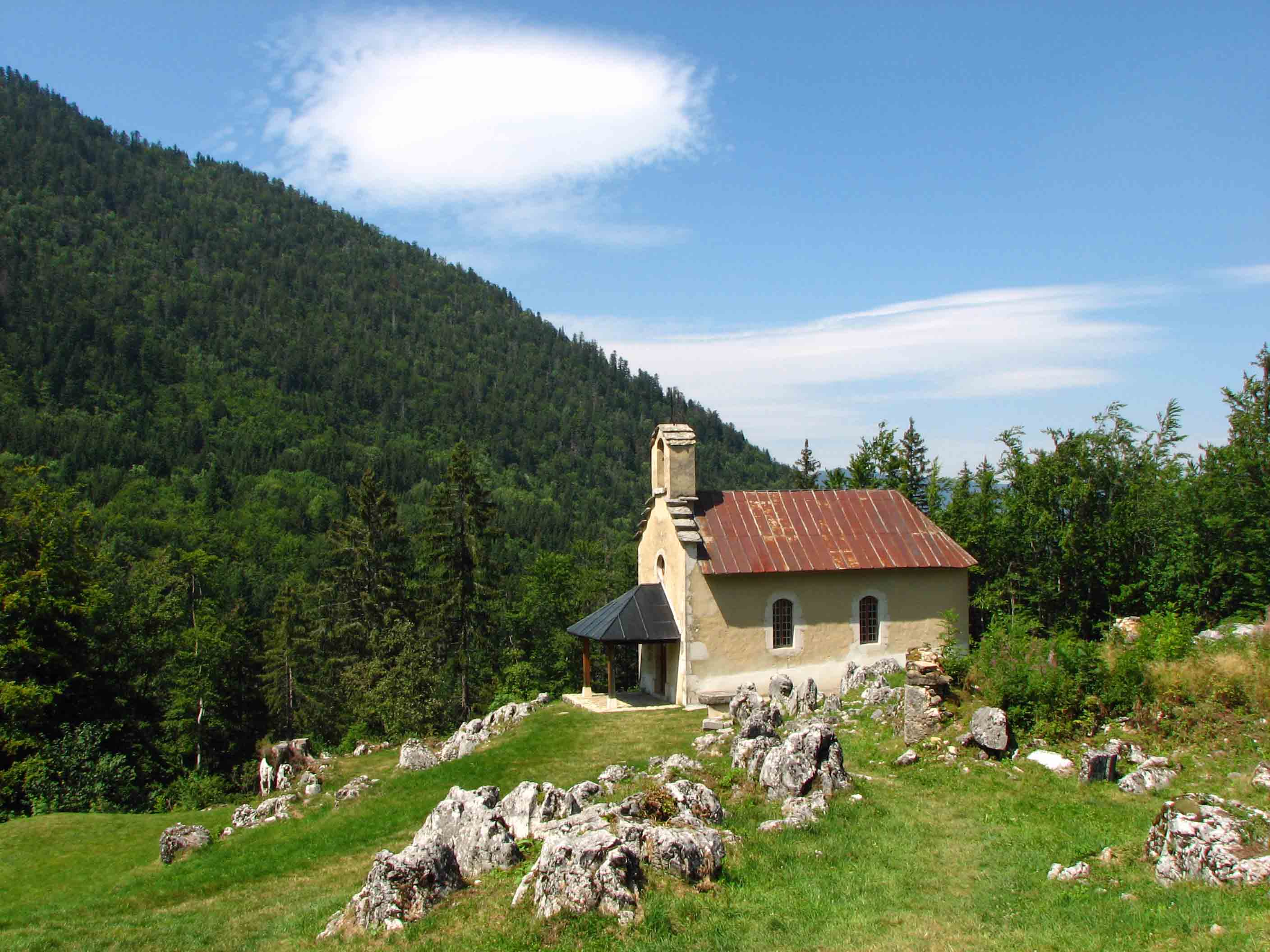
La chapelle de Valchevrière, seul bâtiment épargné

Avant l'entre-deux-guerres, ce hameau pratiquait de nombreux échanges commerciaux avec les villages et les hameaux voisins. Au moment du conflit, le hameau n'était plus régulièrement habité mais seulement occupé l'été par quelques agriculteurs ou gardiens avec leurs troupeaux. Au début de l'été 1944, Valchevrière servait de camp aux maquisards commandés par le lieutenant Chabal, lui-même placé sous l'autorité du capitaine Goderville, de son vrai nom Jean Prévost, écrivain et journaliste réputé habitant Sassenage et considéré comme un des rares intellectuels français à avoir pris directement les armes contre l'occupant nazi.
C'est lors de l'attaque allemande des 22 et 23 juillet 1944 que ce village fut détruit par les Allemands. Postés sur le belvédère dominant le village, le lieutenant Chabal et ses hommes se sont sacrifiés pour retarder l'avance ennemie et sont morts les armes à la main. Les maisons furent ensuite incendiées par l'ennemi. Le village est resté en l'état, avec ses poutres calcinées, ses pierres à nu et noircies.
Après la bataille de Valchevrière, le Vercors est à genoux. Huet, alias Hervieux, dernier chef de ce maquis, donne l'ordre de dispersion. Le 27 juillet, l'ennemi ratisse le massif et extermine les « terroristes ». Les rescapés tenteront de s'échapper par les forêts, notamment celle de Lente.
Valchevrière est un des symboles de l'héroïsme des résistants français durant cette période.
Aujourd'hui, les ruines du hameau ont été débroussaillées et consolidées afin de permettre un cheminement de mémoire particulièrement émouvant car ils témoignent de la dureté des combats. La chapelle au bas du village est le seul bâtiment ayant échappé à la destruction.

### Chronologie des événements
21 juillet 1944 : 
- Le général Pflaum (157eme division) donne l'assaut contre la Résistance dans le Vercors (c'est le plan "Aktion Bettina")[2].
- Au terme de la journée, la quasi-totalité du canton de Villard-de-Lans est sous le contrôle des Allemands[3].

22 juillet 1944 :
- Début d'après-midi : 300 soldats allemands attaquent la compagnie Chabal, qui était positionnée pour bloquer l'accès à Valchevrière, endroit stratégique puisqu'il permet le passage vers La-Chapelle-En-Vercors. Les hommes d'Abel Chabal combattent à un contre cinq[3].
- Le peloton Bouchier vient soutenir la compagnie Chabal[4].
- 17h : Les Allemands sont temporairement repoussés.

23 juillet 1944 :
- Durant la nuit, les Allemands infiltrent les défenses des Résistants[3].
- 5h : Les mortiers allemands commencent à tirer sur tout le front, du pas de l'Âne à Valchevrière. A cela s'ajoutent les renforts de l'aviation[3],[5].
- La compagnie Chabal se replie au Belvédère qui surplombe le village.
- Les Allemands attaquent également le Pas de la Sambue au sud de Valchevrière, où est positionné Jean Prévost (Capitaine Goderville). Des chasseurs alpins allemands arrivent au Belvédère par le haut : la compagnie Chabal est presqu'encerclée. Chabal envoie un message à Prévost : « Je suis presque complètement encerclé, nous nous apprêtons à faire Sidi-Brahim. Vive la France. »[3]
- Fin de matinée : le lieutenant Chabal et son adjoint sont tués[5].
- 13h : Les survivants se replient vers Herbouilly au poste de commandement de Jean Prévost[3].
- 16h: Prévost reçoit l'ordre de dispersion. Le plateau est encerclé, le combat a duré 56 heures[6].
- Les Allemands brûlent le village vide, les villageois s'étant réfugiés dans les bois[7].

Le village de Valchevrière en 2021
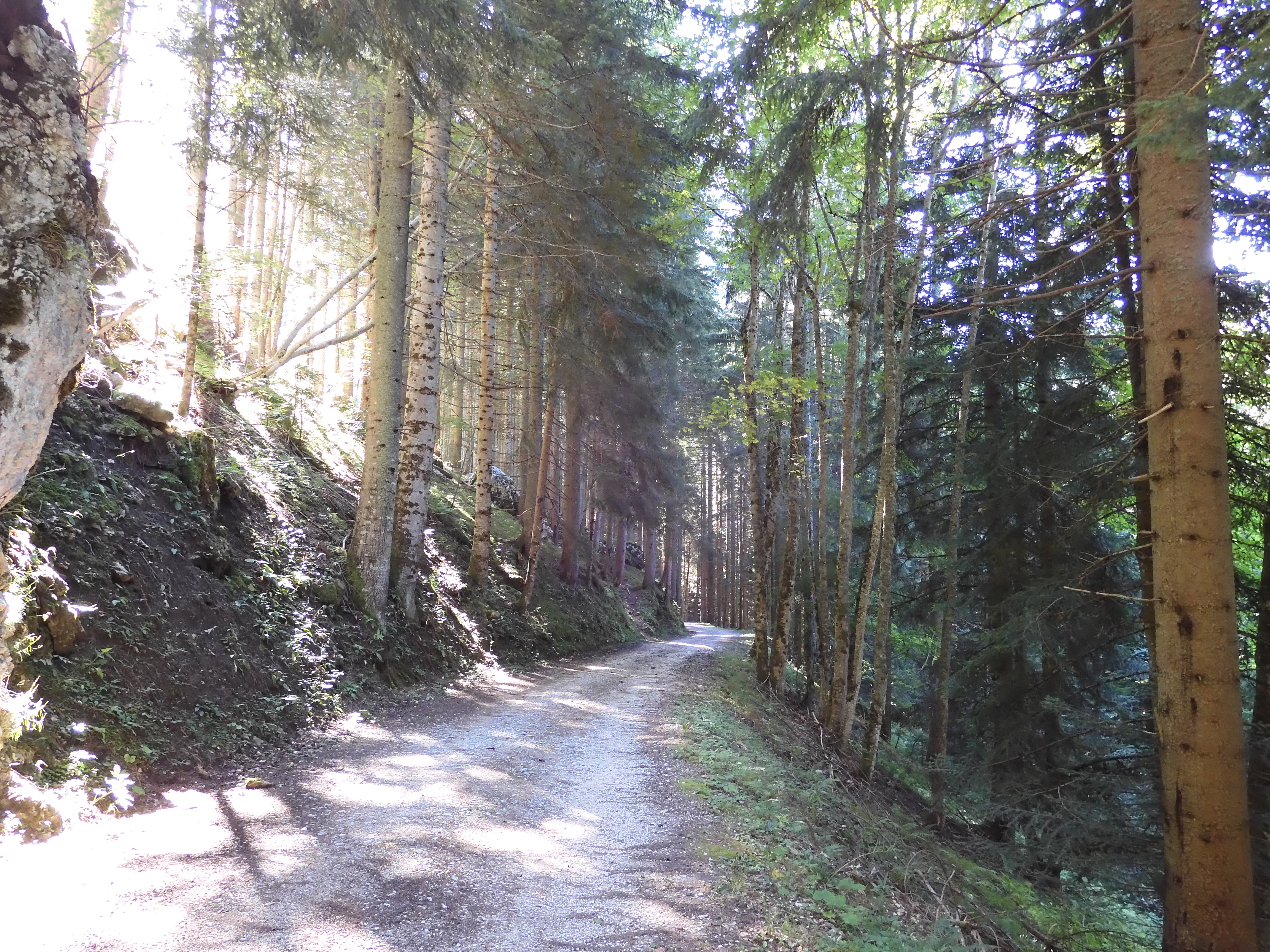
Route forestière de Valchevrière
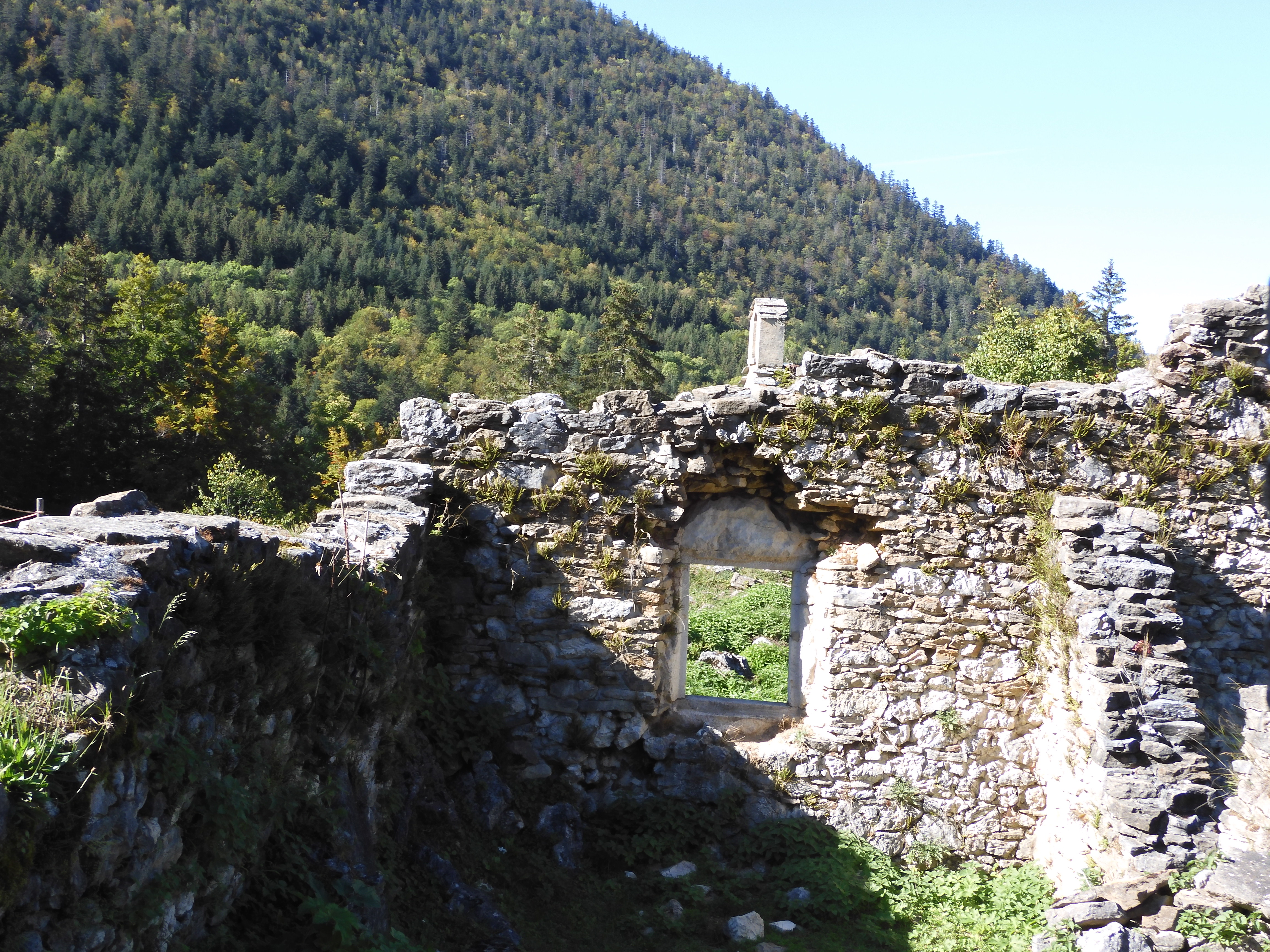
Maisons ruinées
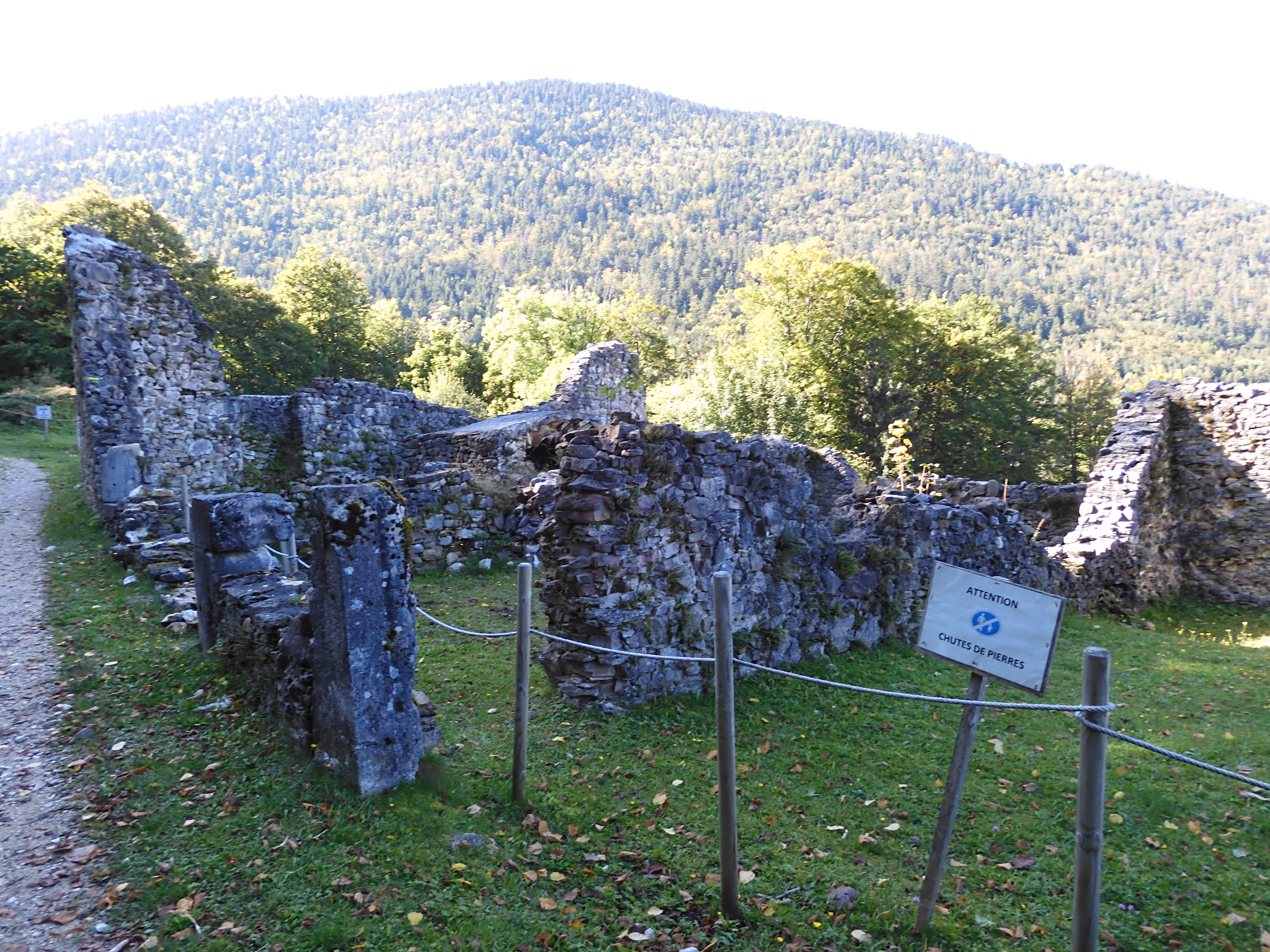
Maisons ruinées
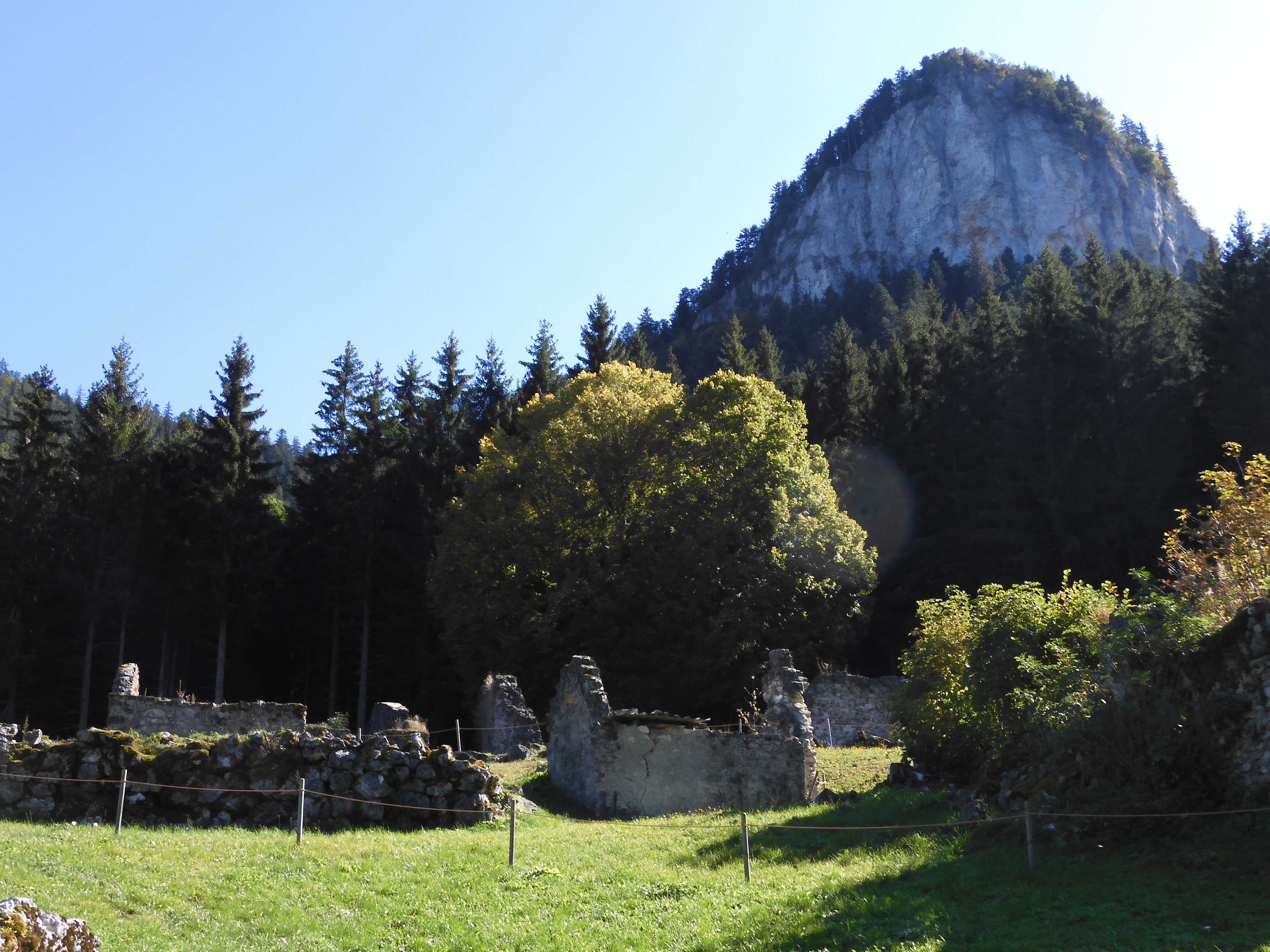
Environnement de Valchevrière
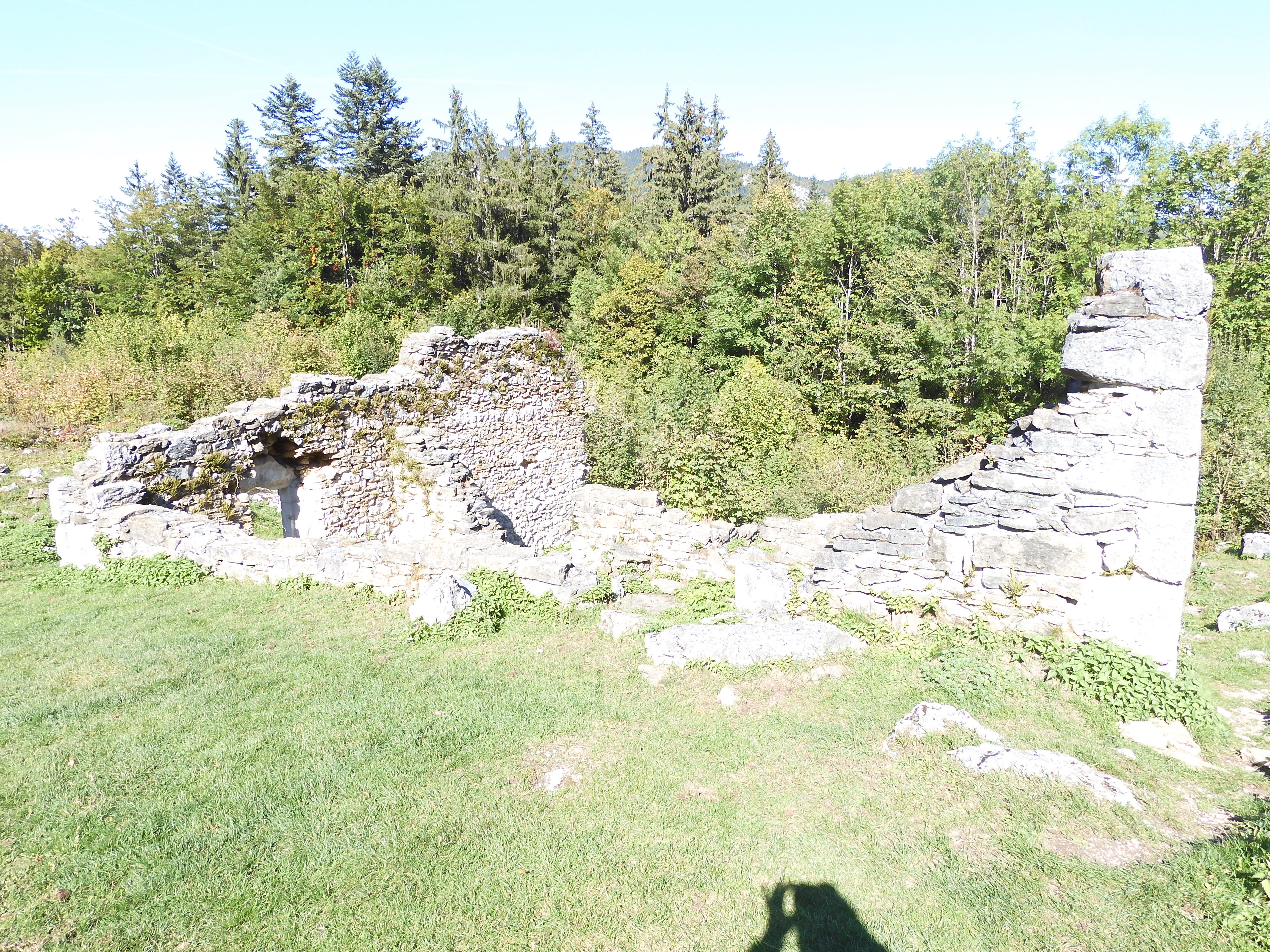
Ancienne ferme

## La chapelle
La chapelle de Valchevrière date du XIXe siècle et correspond à la quatorzième station du chemin de croix de Valchevrière. Elle fut la seule construction à être épargnée par les soldats de la Wehrmacht.

La chapelle de Valchevière en 2007, 2013 et 2021
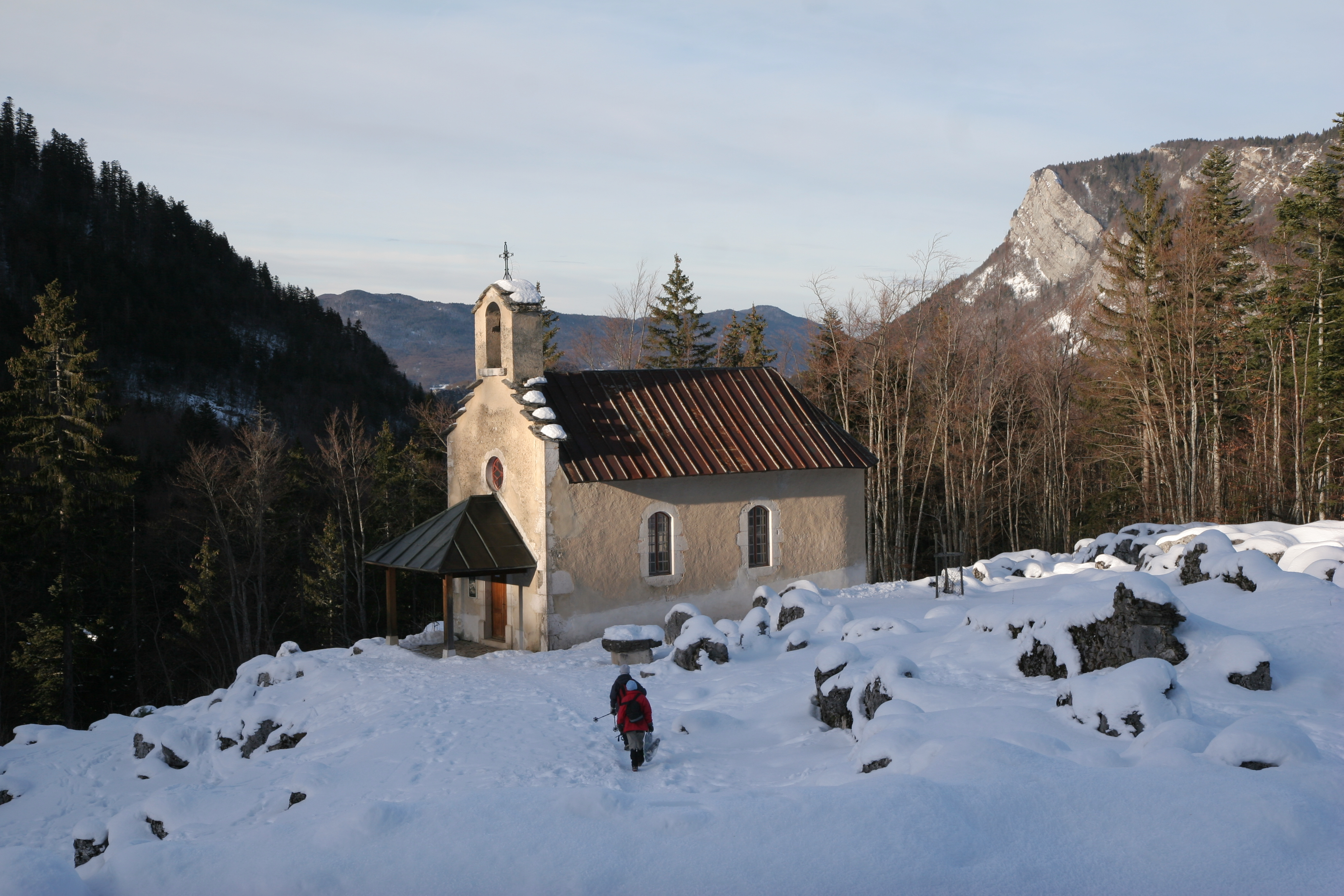
Chapelle de Valchevrière sous la neige (2007)
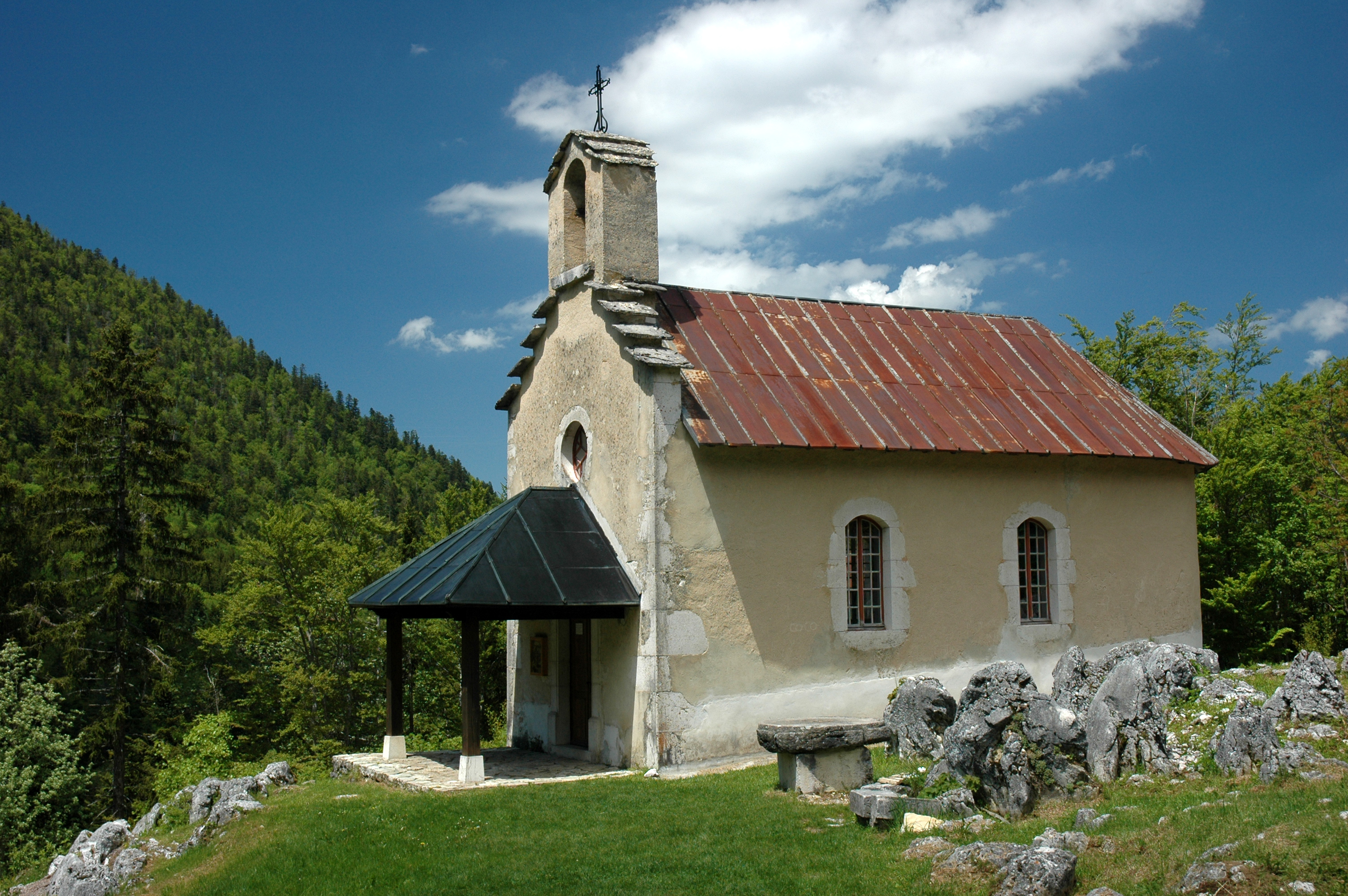
Chapelle de Valchevrière en été (2013)
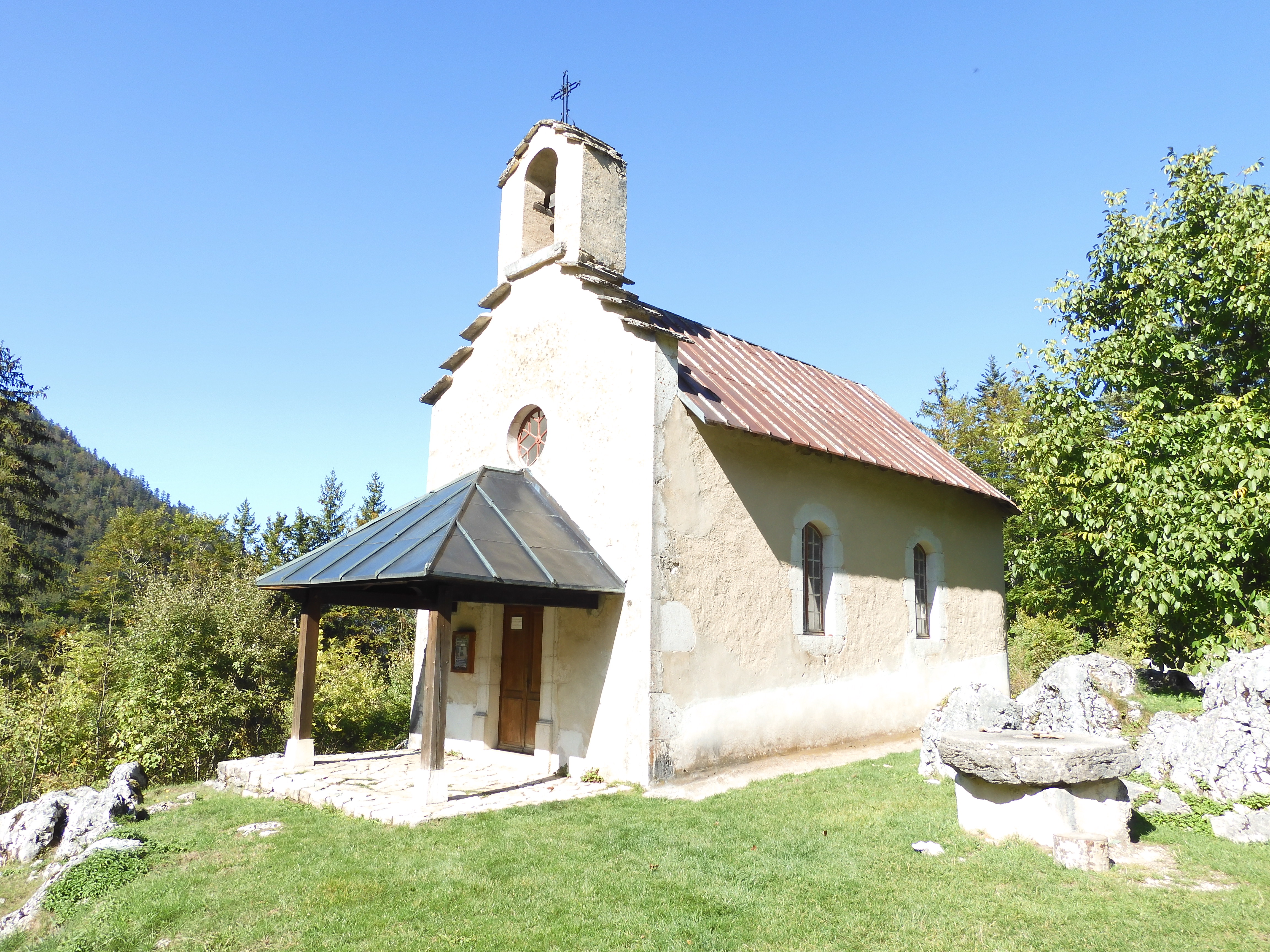
Chapelle de Valchevrière en automne (2021)
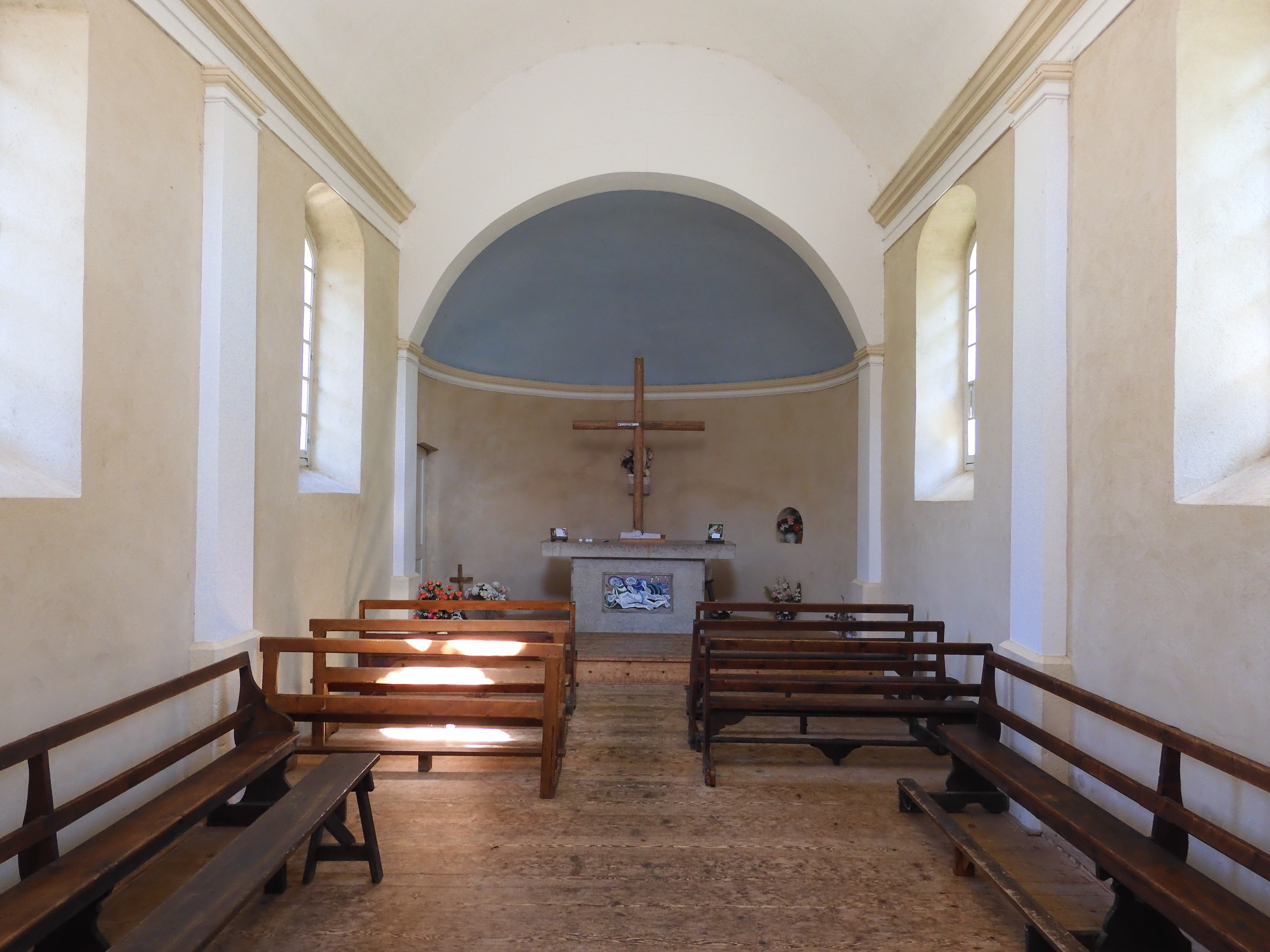
Intérieur de la chapelle (2021)
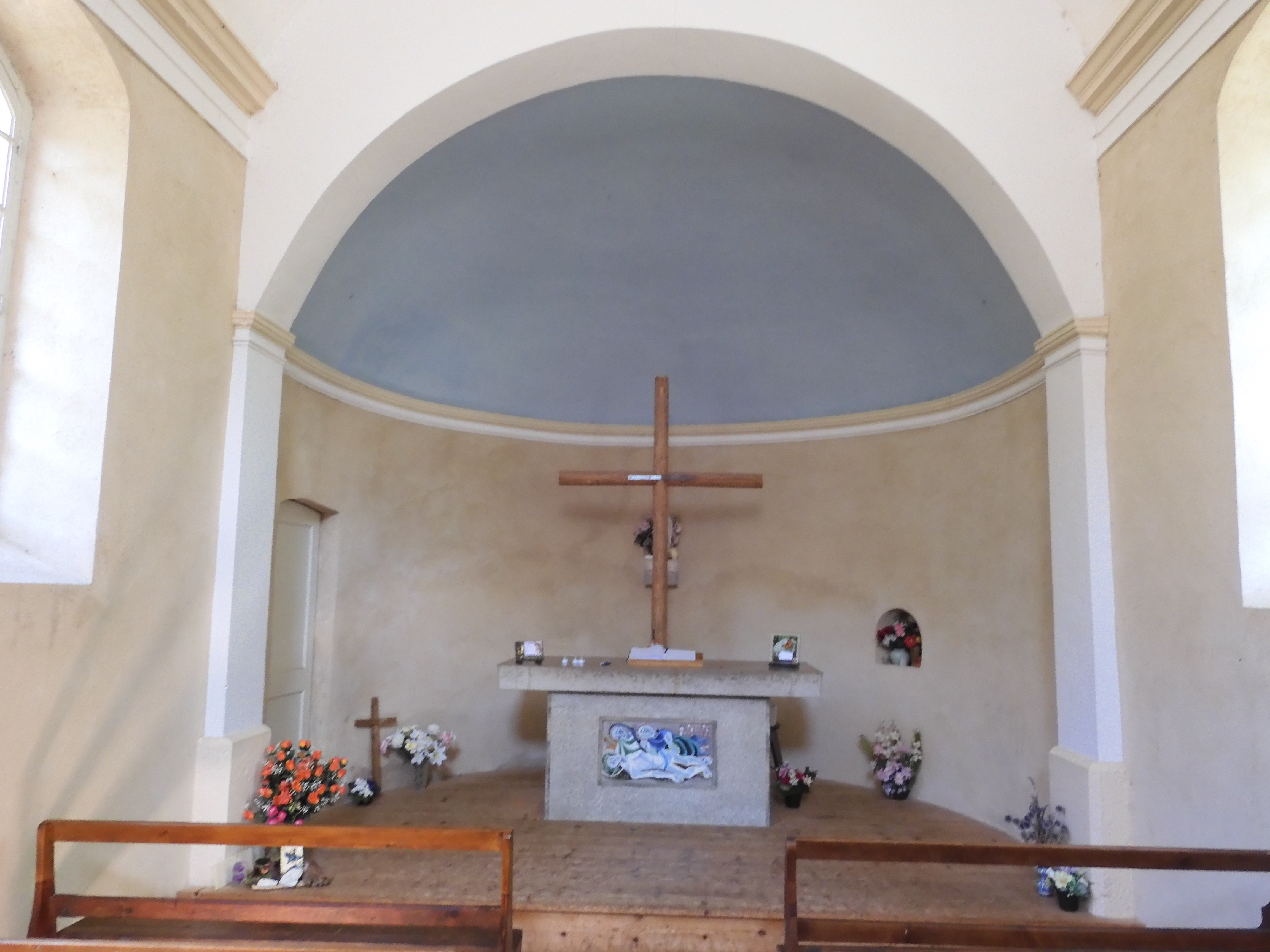
Autel de la chapelle  (2021)

## Le calvaire
Le calvaire de Valchevrière est un calvaire (chemin de croix jalonné par les quatorze stations traditionnelles) qui commence aux abords du bourg de Villard-de-Lans et qui se termine au hameau en ruine, à la chapelle restée intacte. Ce calvaire a été édifié à la suite d'un vœu du chanoine Jacques Douillet, qui avait célébré la dernière messe de Valchevrière avant les combats. Il est accessible à tous depuis la route grâce à un chemin pédestre spécialement aménagé pour les visiteurs.

Photos du chemin du Calvaire de la Croix de Valchevière : station 1 à 6
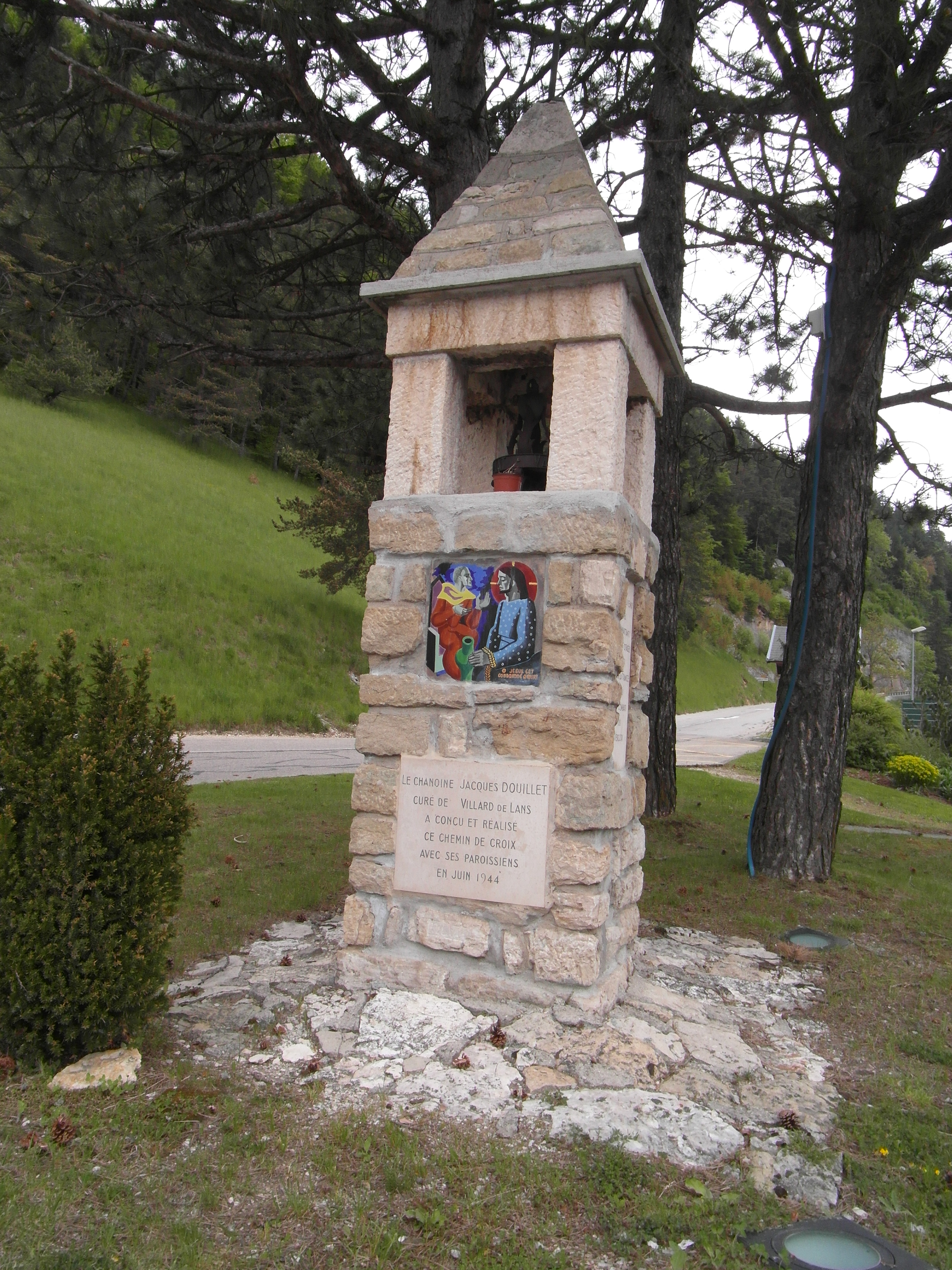
Station 1
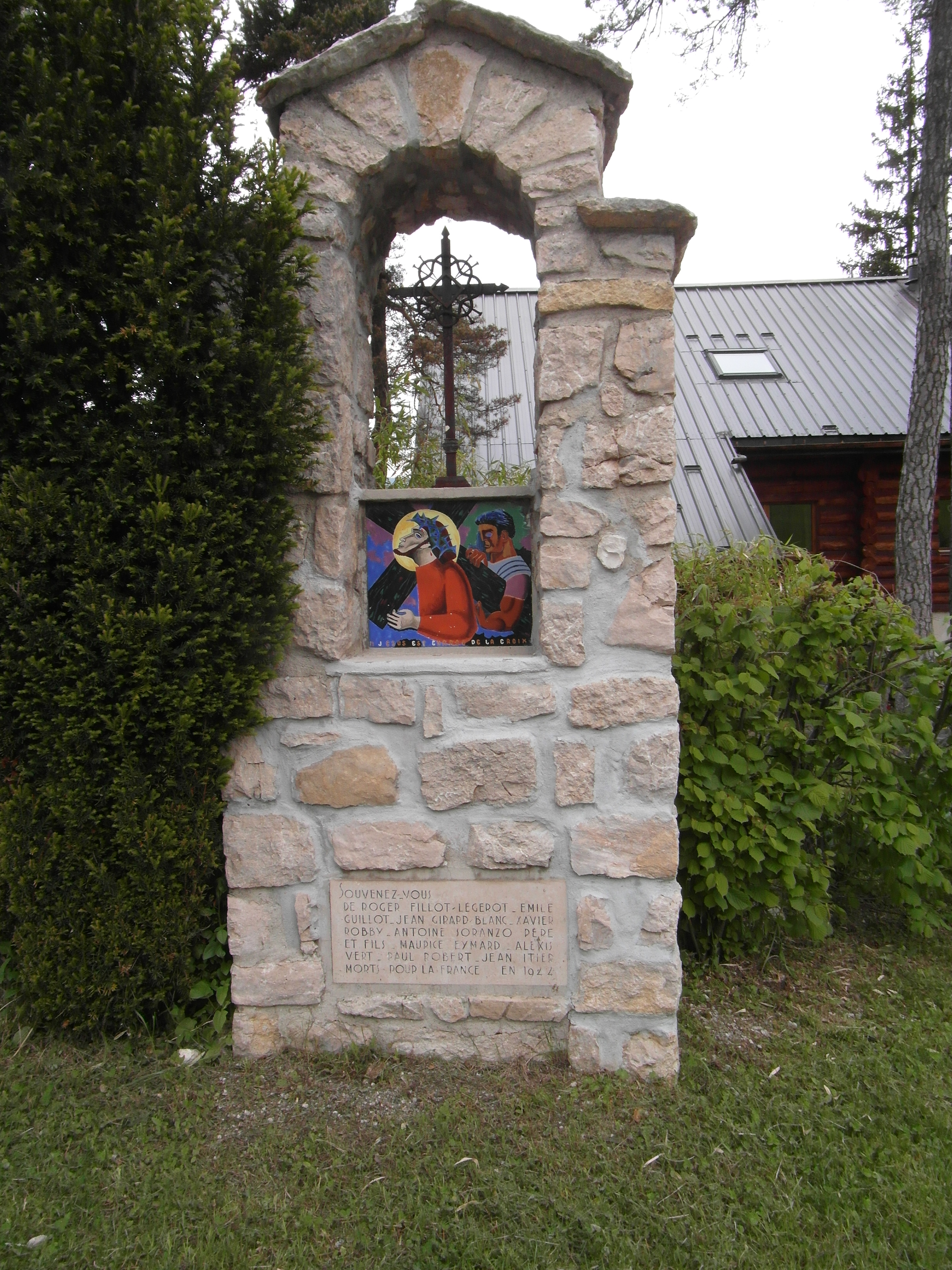
Station 2
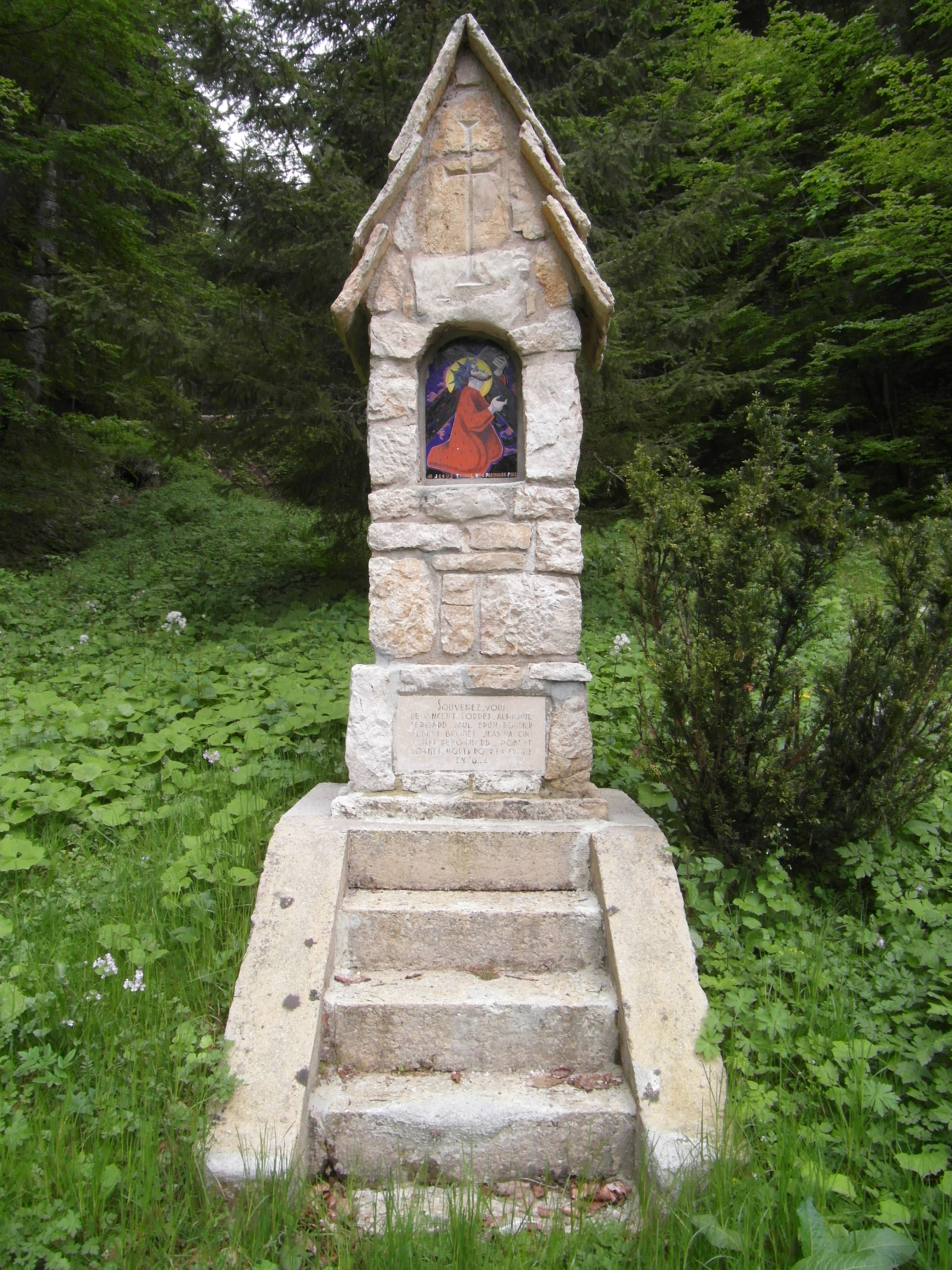
Station 3
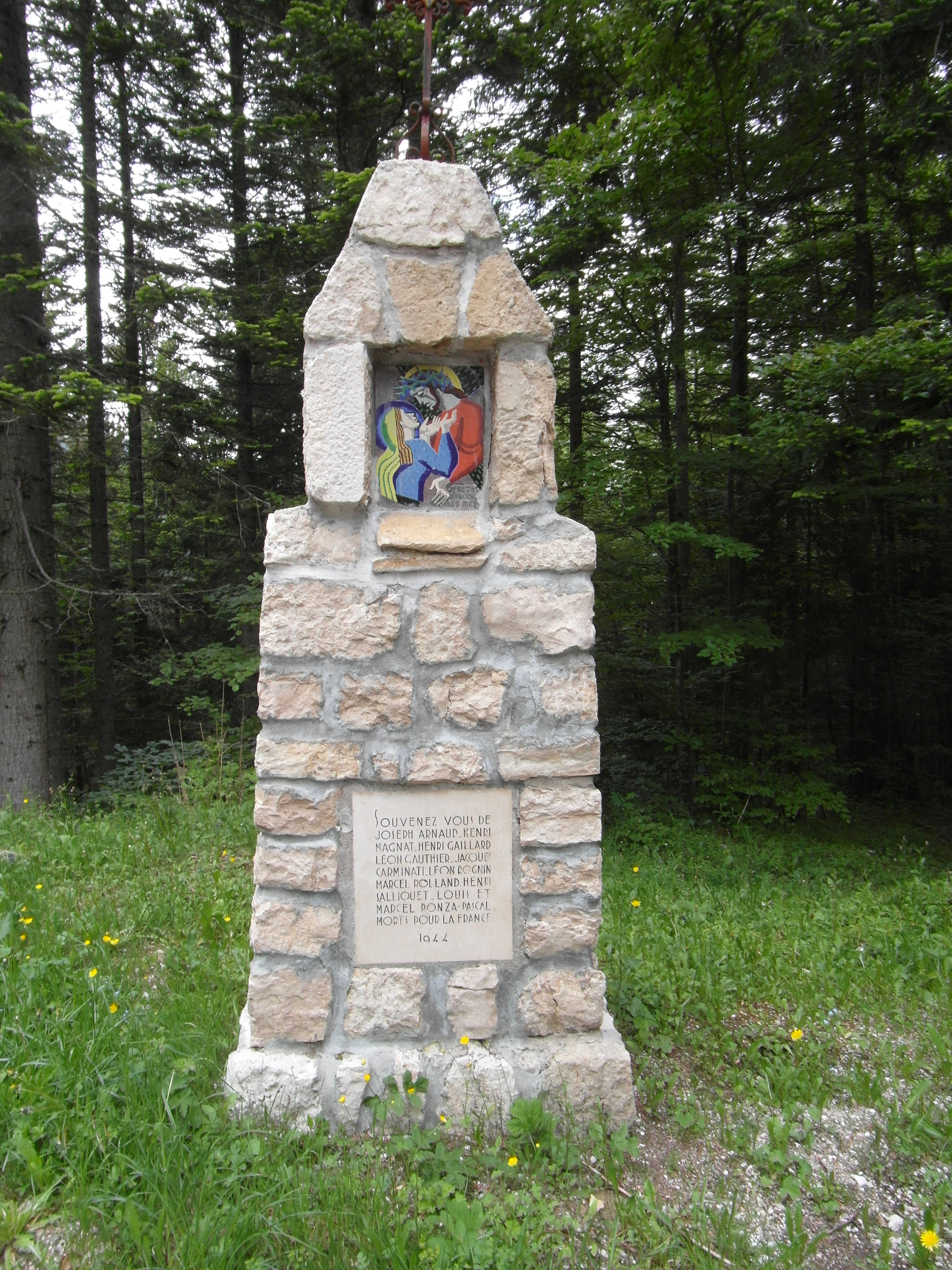
Station 4
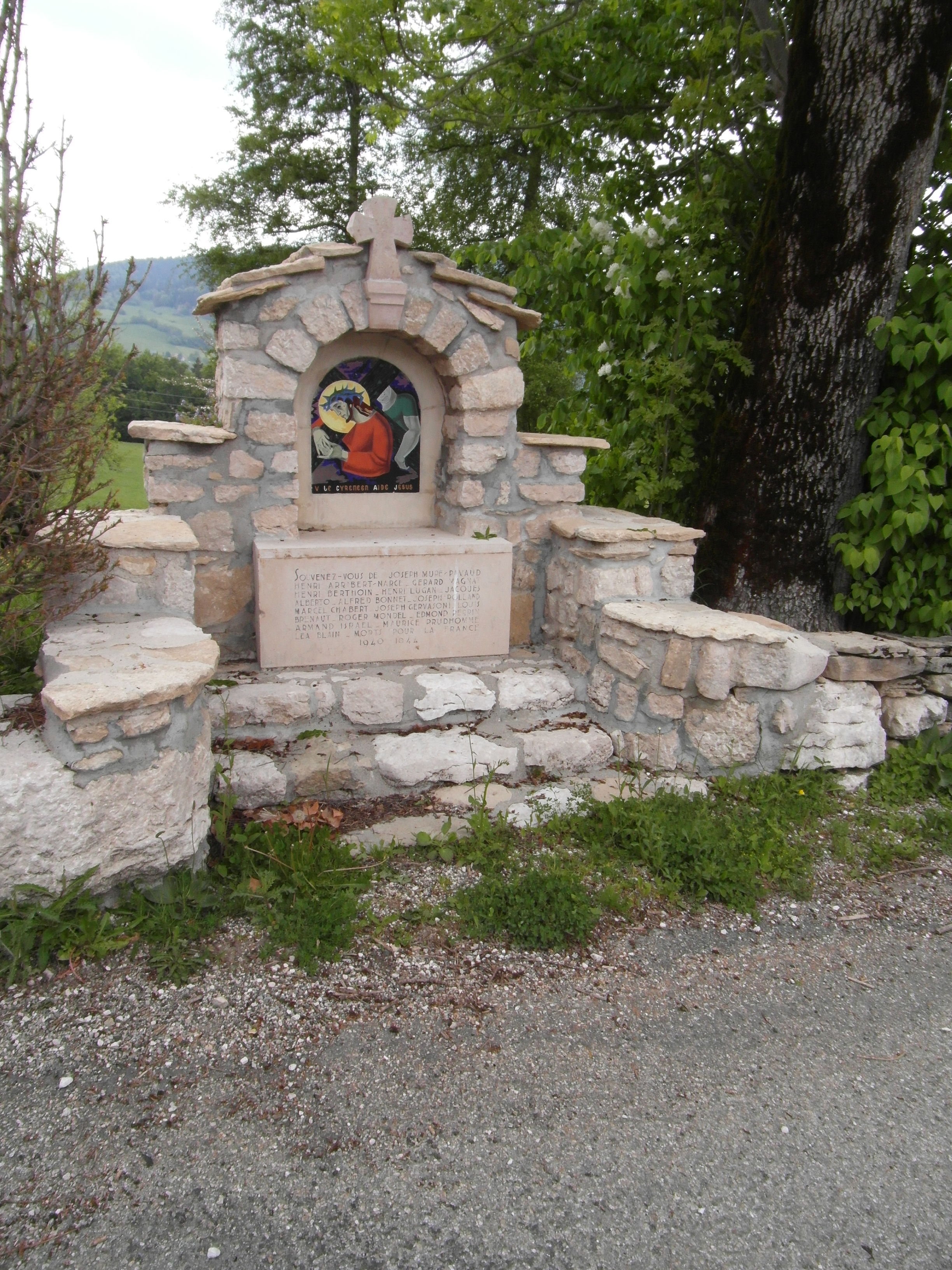
Station 5
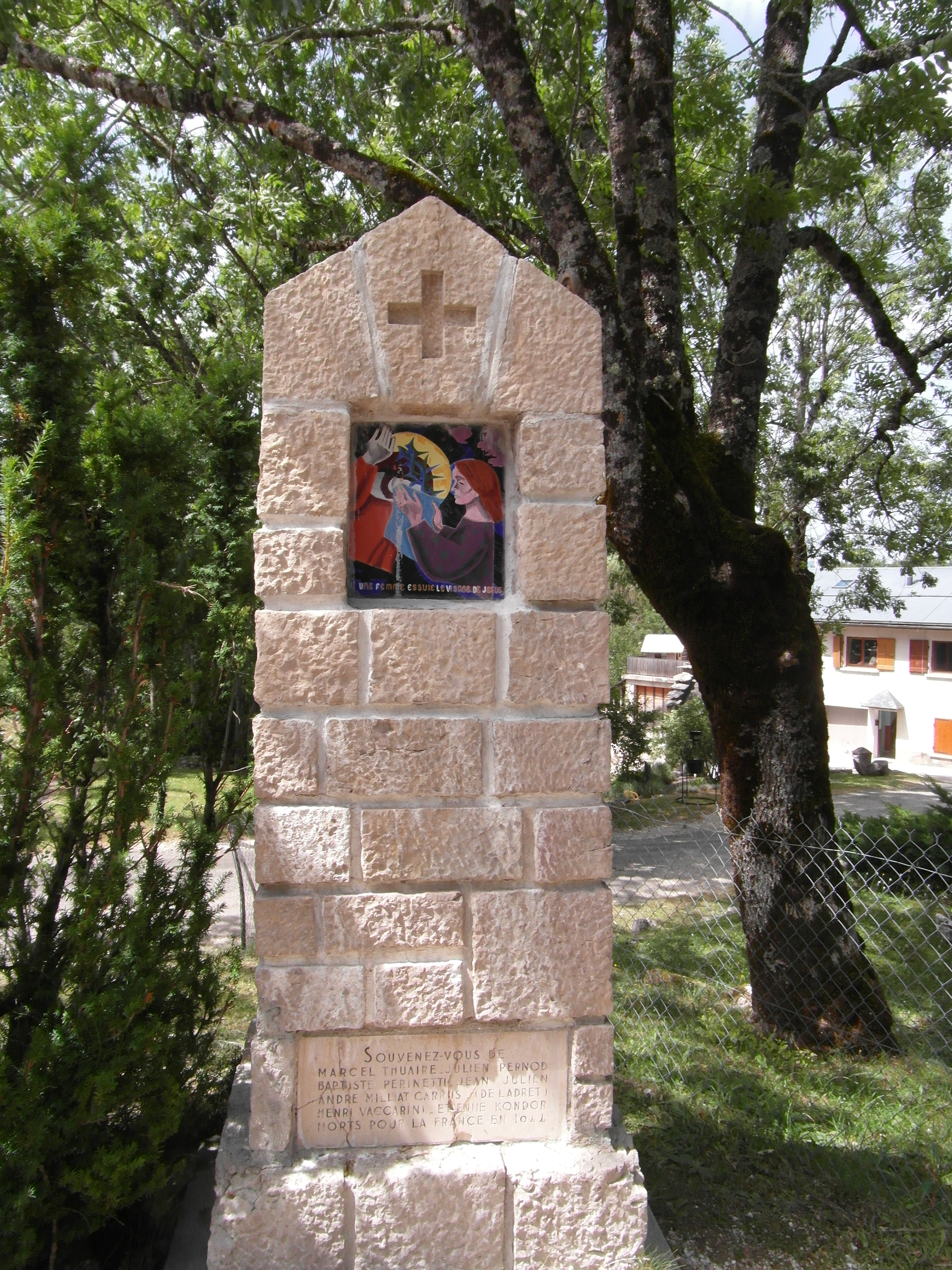
Station 6

Photos du chemin du Calvaire de la Croix de Valchevière : station 7 à 12
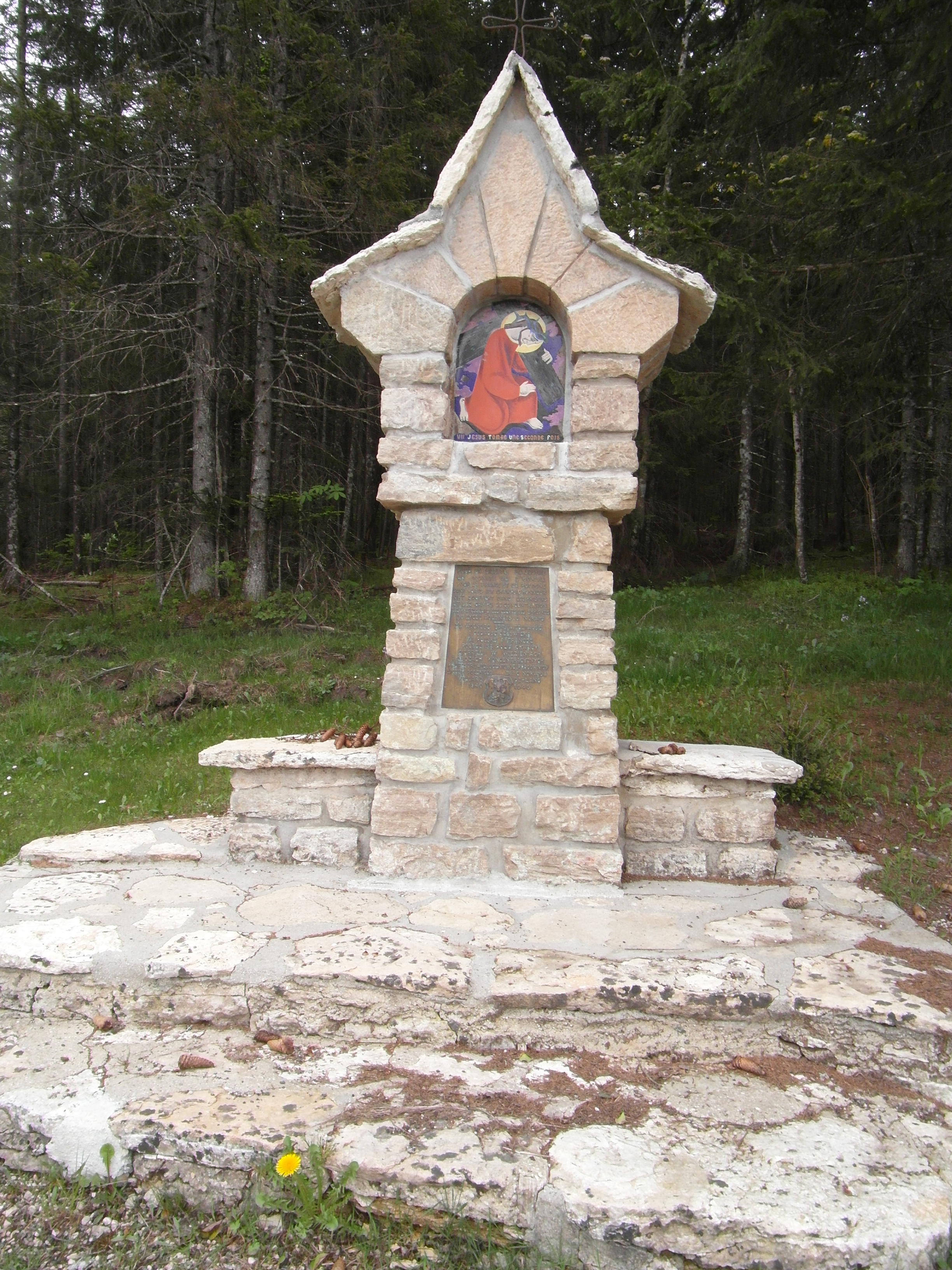
Station 7 (dite stèle des polonais)
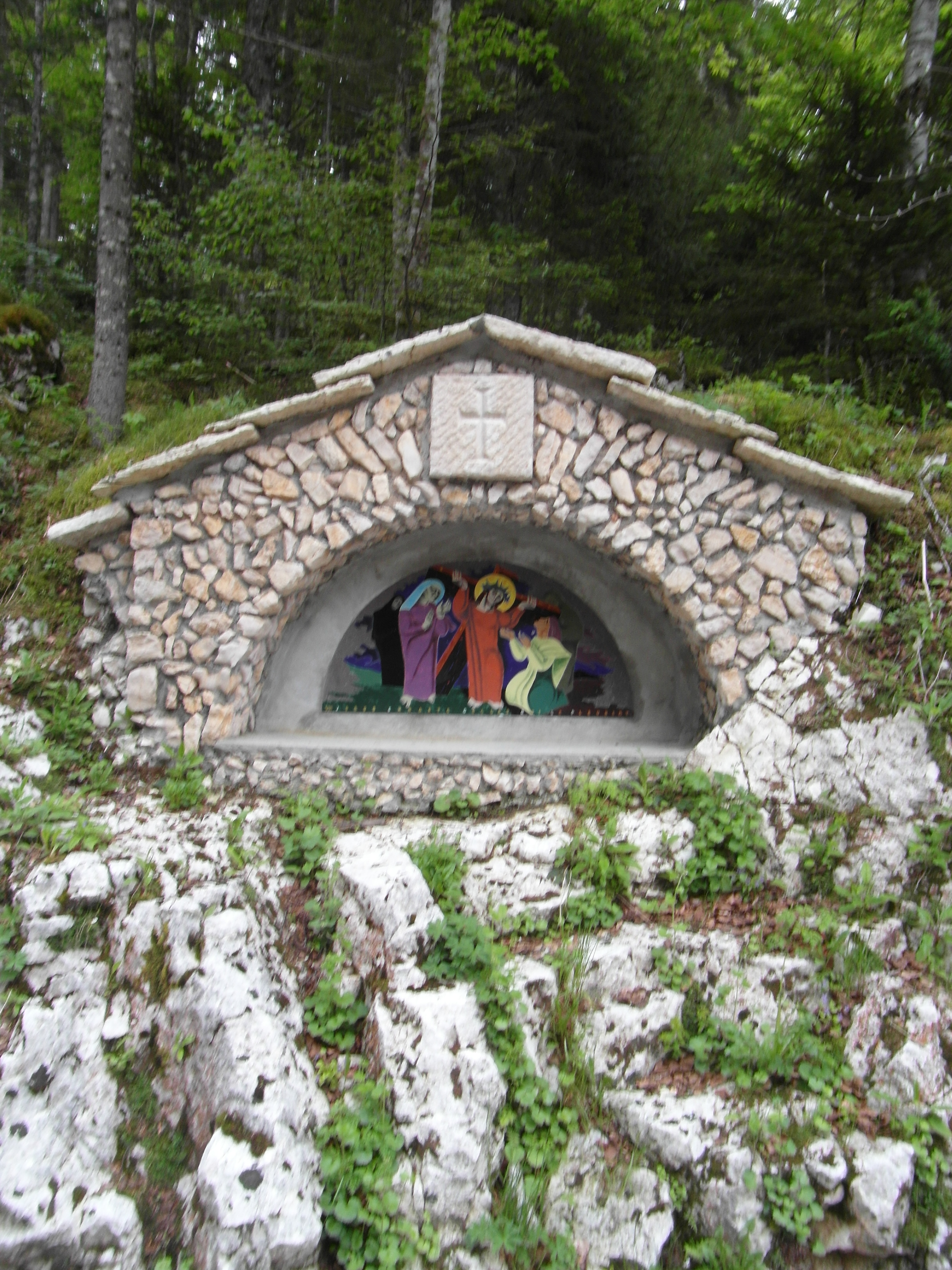
Station 8
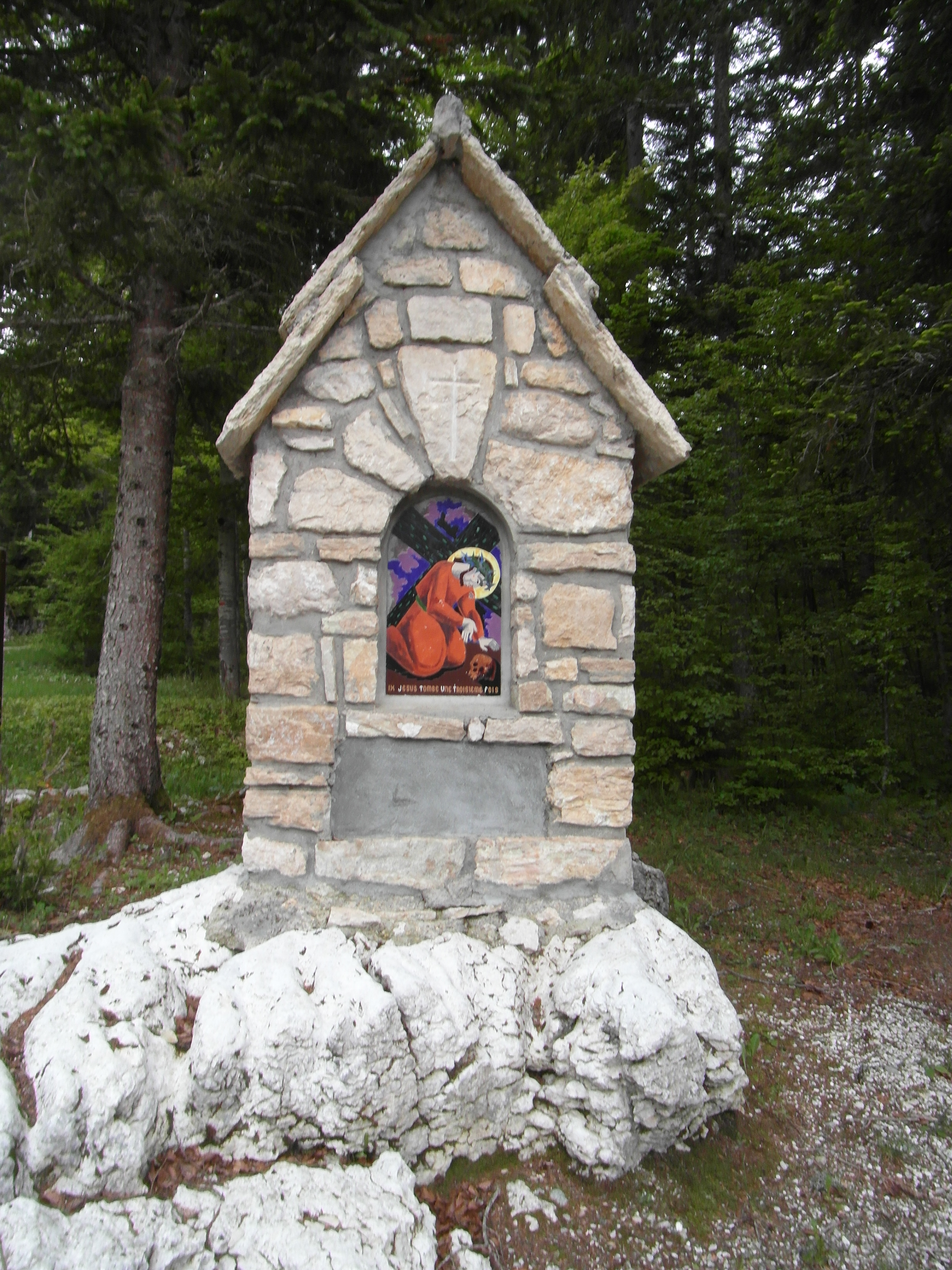
Station 9
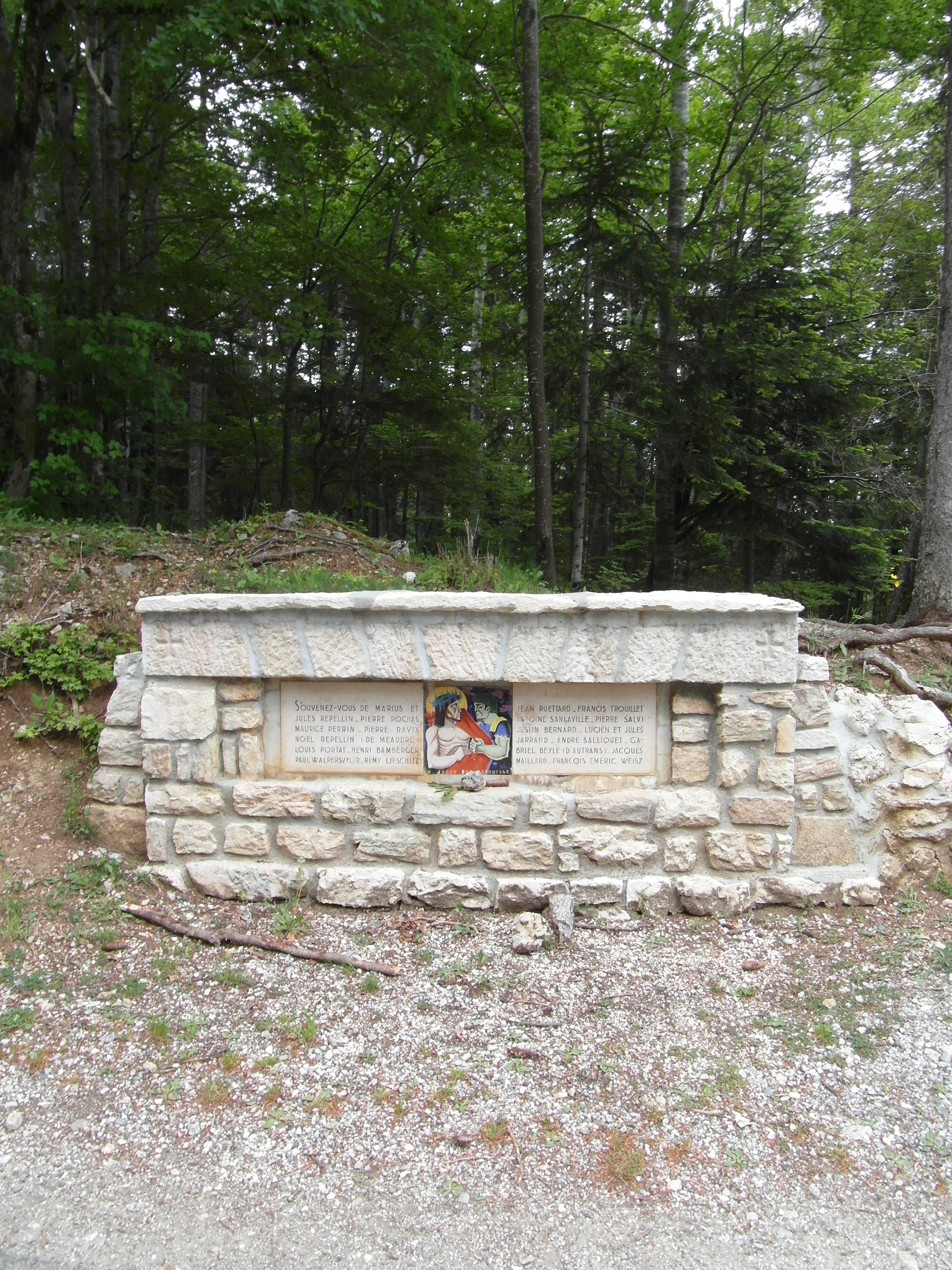
Station 10
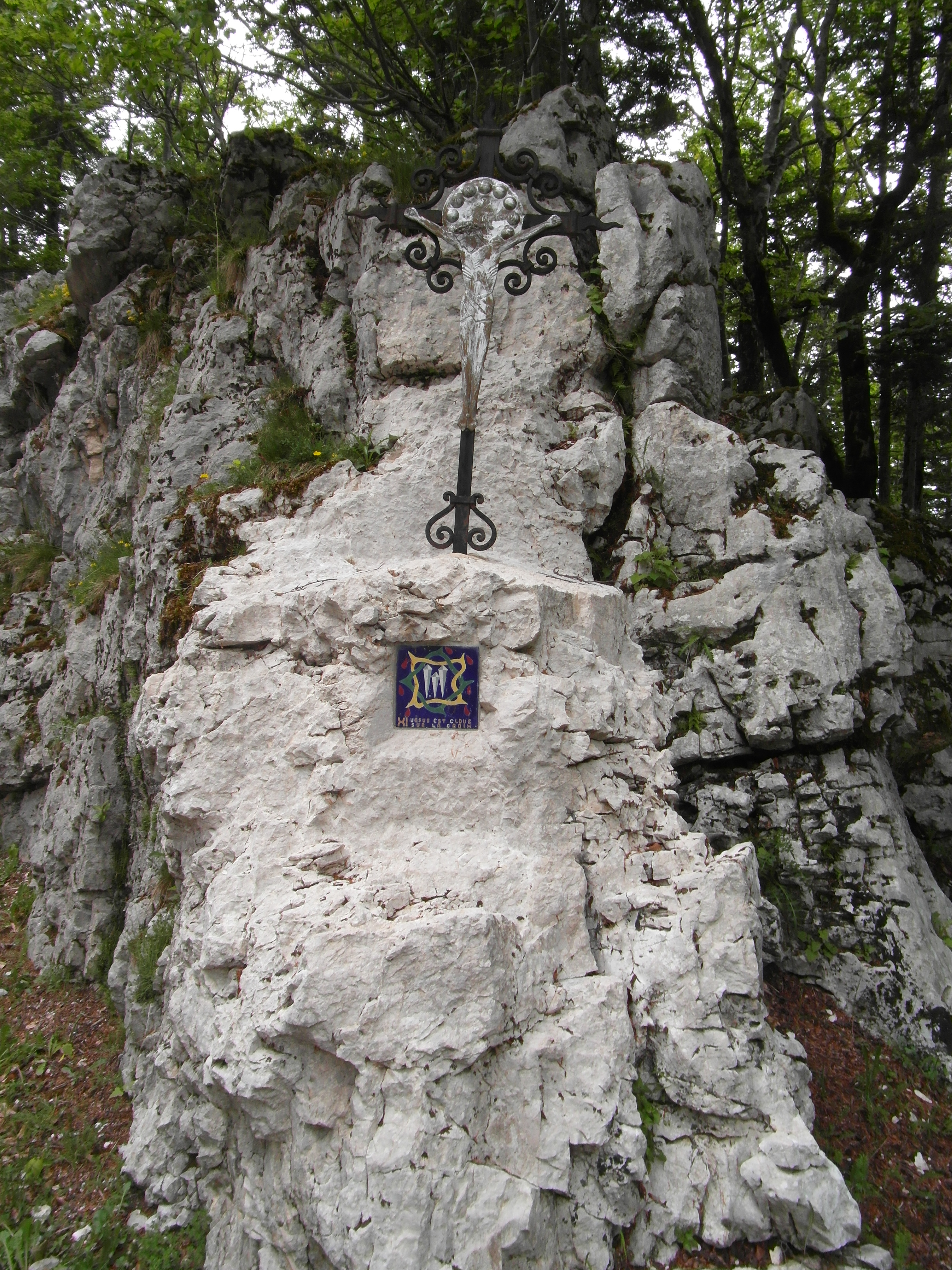
Station 11
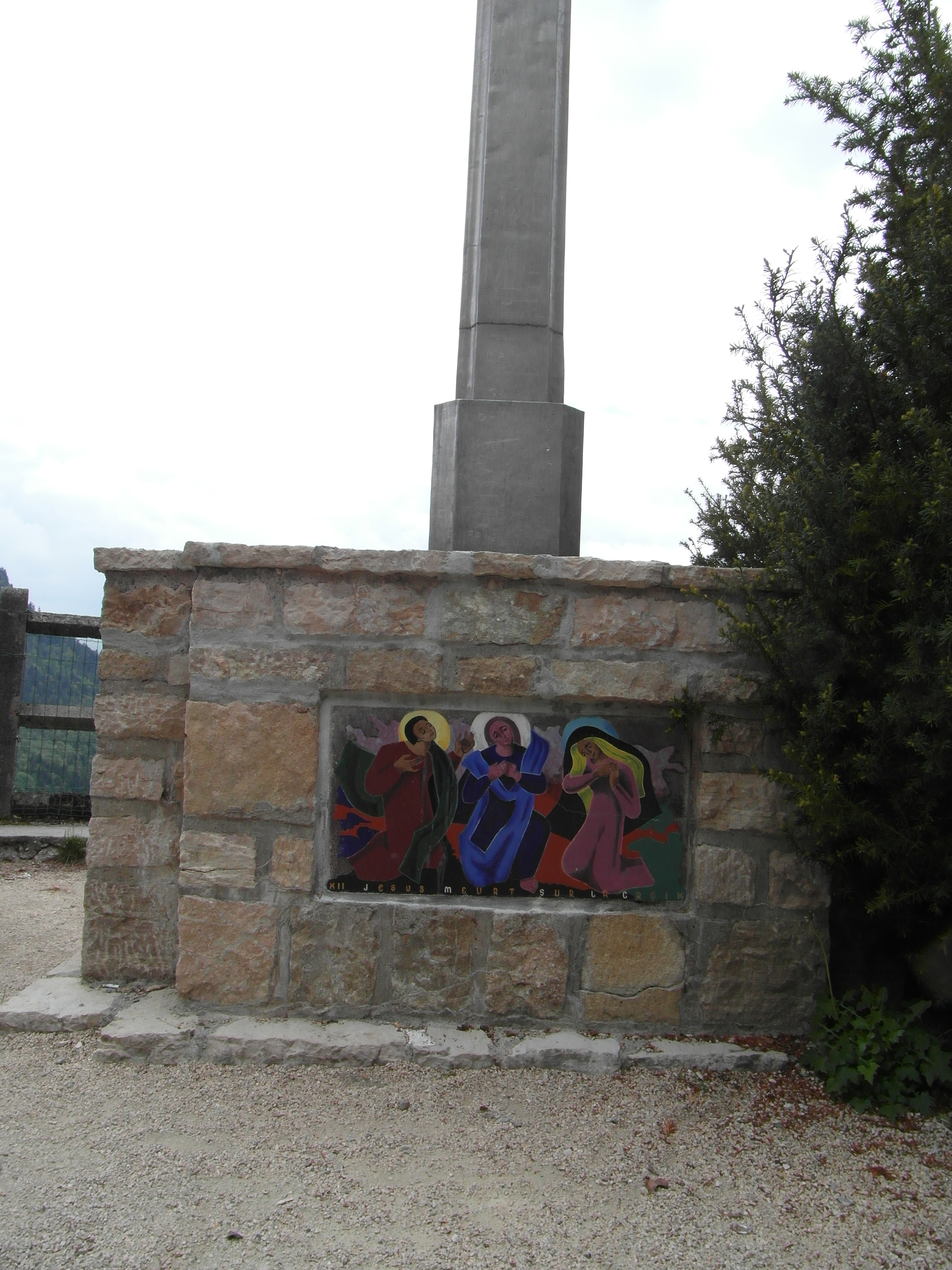
Station 12 (sous la grande Croix)

## Liens et documents externes, sources
- Mémorial de la Résistance en Vercors
- Photos de Valchevrière
- Paroisse de Valchevrière
- Site de l'Association nationale des Pionniers et Combattants volontaires du maquis du Vercors, familles et amis